# Life Goes On (Poison)
Life Goes On  è un singolo del gruppo musicale statunitense Poison, il quarto estratto dal loro terzo album in studio Flesh & Blood nel 1991.
Il brano raggiunse il trentacinquesimo posto della Billboard Hot 100.

## Tracce
1. Life Goes On – 4:47
2. Something to Believe In (Acoustic) – 5:59

## Classifiche
| Classifica (1991) | Posizione massima |
| ----------------- | ----------------- |
| Stati Uniti       | 35                |